# Eduard von Young
Eduard Alexander von Young (* 13. September 1815 in Gumbinnen; † 16. Oktober 1886 in Berlin) war ein preußischer Landrat.

## Leben
Young entstammte einer schottischen Adelsfamilie die am Ende des 17. Jahrhunderts in Brandenburg-Preußen Exil fand. Die Vorfahren dienten dann im preußischen Staatsdienst und konnten kleinen Grundbesitz in Ostpreußen nachweisen. Der Vater Ferdinand von Young ging als Capitän (Hauptmann) im damaligen 1. Infanterie-Regiment (1. Ostpreußisches) in Pension und starb als Major am 15. April 1829, der Name der Mutter ist unbekannt. Eduard war der zweitgeborene Sohn und musste in der Gewährung der Offizierslaufbahn seines älteren Bruders auf ein eigenes Jurastudium verzichten. Young war zunächst Supernumerar und folgend Kreissecretair, auch unter Anton von Wegnern. Schon vor 1845 beklagte er publizistisch und ohne Genehmigung der Zensur in der Öffentlichkeit die Landratswahl im Kreis Lyck. Ende Mai 1845 erfolgte seine Versetzung als exordinairer Hilfsarbeiter bei der Preußischen Regierung in Gumbinnen.
1848 wurde Young, er hatte beim Spaziergang mit seiner Ehefrau den bürgerlichen Vorgesetzten Braun nicht gegrüßt, wegen Beleidigung des besagten Regierungspräsidenten aktenkundig und überregional bekannt.
Eduard von Young amtierte später selbst als Landrat auftragsweise im Kreis Schlochau (1860), wechselte dann als Landrat in den Kreis Strasburg i. Westpr. (1861–1864), mit kurzfristiger Suspendierung, und wirkte schließlich als Landrat im Kreis Czarnikau (1864–1872). Als Landrat erlangte er u. a. Bedeutung wegen Anregung zur Eindeutschung der Ortsnamen.
Eduard von Young war verheiratet. Vom Vater hatte er das Nebengut in Rogallicken im Kreis Lyck geerbt.

## Publikation
- Neun Actenstücke aus der fiscalischen Untersuchungssache wider den Kreis-Secretair v. Young zu Lyck wegen Beleidigung des Regierungs-Präsidenten Braun zu Gumbinnen. Druck E. J. Dalkowski, Theodor Theile, Königsberg 1845. (Digitalisat)
- Mängel und Ueberstände im Preussischen Beamtenwesen. 1845.[19]
- Die Lycker Landrathswahl aus dem Jahre 1842, und die Königl. Regierung zu Gumbinnen. Eine actenmäßige Darlegung. (Kommission) R. Horwitzky (Schwarzzenberger & Zimmermann), Frankfurt ª/O. 1846. (Digitalisat)